# 日比あゆみ
日比 あゆみ（ひび あゆみ、1月20日 - 、出生年非公表）は、元チューリップテレビのアナウンサー、現・NHK富山放送局契約キャスター。

## 来歴
埼玉県越谷市出身。埼玉県立越ヶ谷高等学校、日本大学芸術学部放送学科卒業。
大学を卒業後、2003年4月にチューリップテレビに入社。同局がアナログ放送を行っていた頃には、アナウンス業務と並行して地上デジタル放送推進大使も務めていた。
2009年4月から産休に入り、同年6月に長女を出産。1年半の育休期間を経て、2010年12月に職場復帰した。その後も2015年に長男を出産し、2児の母になっている。
2022年7月いっぱいで、チューリップテレビを退職。
2023年4月より、NHK富山放送局の契約キャスターとなる。

## 担当番組
☆は現在担当中
チューリップテレビ時代
- ＠スポ天 - サッカー担当[8]
- チョイス！ - お天気コーナー担当[8]
- イブニング・ニュースとやま[9]
- ハッスル宅配便[10]
- シネ☆キン[10]
- プレなび![11]
- N6
- ニッポンど真ん中!（甲信越・北陸地方のJNN加盟局ブロックネット番組） - リポーター[12]
- ミタイノコレクション[13]
- とやまメモらナイト
- チューリップテレビNEWS

NHK富山放送局時代
- ニュース富山人☆（サブキャスター・隔週：2023年4月 - ）[注釈 1]